# Поль Ебі
Поль Ебі (фр. Paul Aebi, 10 вересня 1910, Берн — дата смерті невідома) — швейцарський футболіст, що грав на позиції нападника, зокрема, за клуби «Янг Бойз» та «Берн», а також національну збірну Швейцарії. Старший брат Жоржа Ебі.

## Клубна кар'єра
У футболі дебютував 1934 року виступами за команду «Янг Бойз», в якій провів п'ять сезонів.
Протягом 1939—1944 років захищав кольори клубу «Гренхен».
Своєю грою за останню команду привернув увагу представників тренерського штабу клубу «Берн», до складу якого приєднався 1944 року. Відіграв за команду з Берна наступні три сезони своєї ігрової кар'єри.
Завершив професійну ігрову кар'єру у клубі «Гренхен», у складі якого вже виступав раніше. Прийшов до команди 1947 року, захищав її кольори до припинення виступів на професійному рівні у 1948.

## Виступи за збірну
1936 року дебютував в офіційних матчах у складі національної збірної Швейцарії. Протягом кар'єри у національній команді, яка тривала 11 років, провів у її формі 20 матчів, забивши 4 голи.
Був присутній в заявці збірної на чемпіонаті світу 1938 року у Франції, але на поле не виходив.